# InterSky
InterSky (eigentlich InterSky Luftfahrt GmbH) war eine österreichische Regionalfluggesellschaft mit Sitz in Bregenz. Der operative Hauptsitz war in Friedrichshafen am Bodensee. Die Gesellschaft stellte den Flugbetrieb am 5. November 2015 ein und beantragte in der Folge ein Insolvenzverfahren.

## Geschichte

### Gründung und erste Jahre
InterSky wurde 2001 von der österreichischen Luftfahrtunternehmerin Renate Moser und ihrem Mann Rolf Seewald gegründet. Seewald hatte zuvor die Fluggesellschaft Rheintalflug besessen, die für die Deutsche Lufthansa AG im so genannten Team Lufthansa Regionalflüge in Deutschland und Österreich durchführte. Kurz vor den Terroranschlägen vom 11. September 2001 verkauften sie die Gesellschaft an die Austrian Airlines Group. Nach dem Verkauf der Rheintalflug besaßen Moser und Seewald noch zwei Maschinen, die Austrian Airlines nicht übernommen hatte. Wegen der Auswirkungen der Terroranschläge 2001 auf die Luftfahrtbranche konnte Moser nur eine der beiden Maschinen verkaufen. Um die verbliebene zu beschäftigen, gründete sie mit dem Erlös aus dem Verkauf der Rheintalflug am 5. November 2001 die InterSky Luftfahrtgesellschaft mit operativer Basis in Bern.
Zum Standort Bern war es gekommen, da der damalige Flughafendirektor Charles Riesen europaweit auf der Suche nach einer Fluggesellschaft war, die den brachliegenden Flughafen Bern-Belp neu beleben sollte. Der erste Flug der InterSky fand am 25. März 2002 statt. Zu Beginn flog sie zwischen der Schweizer Bundeshauptstadt und den Städten Berlin und Wien.
Unterstützt von der Eigentümerin Renate Moser verwarf der 2003 als Finanzchef ins Unternehmen eingetretene Claus Bernatzik, der zuvor bei Rheintalflug und Eurowings tätig war, nach großen Verlusten im Jahr 2002 die bisherige Strategie von InterSky. Nach dem Vorbild der englischen Flybe und unter dem Eindruck des in Europa aufgekommenen Low-Cost-Booms veränderte er das Geschäftsmodell radikal. Fortan gab es Verpflegung bei InterSky nur noch gegen Bezahlung und Flugtickets waren nur noch über die eigene Webseite im Internet erhältlich.
Innerhalb eines Jahres schrieb die Gesellschaft schwarze Zahlen. Gemäß dem Anspruch von InterSky, nachhaltig zu wachsen, wurden Investitionen nur noch aus Überschüssen finanziert – für die Luftfahrtbranche eher unüblich.

### Entwicklung 2004–2010
Von Beginn an bediente InterSky den Flughafen Berlin-Tempelhof. Als bekannt wurde, dass der Flughafen Ende 2004 geschlossen würde, schloss sich Renate Moser mehreren Bürgerinitiativen zur Offenhaltung des Flughafens an. Gemeinsam mit anderen Airlines unterstützte sie einen Rechtsstreit, der dies schließlich bis Ende Oktober 2008 gewährleistete.
InterSky flog bis zum Schluss nach Tempelhof und führte am letzten Tag vor der Schließung mehrere Rundflüge durch, um sich zusammen mit den Mitarbeitern vom Flughafen zu verabschieden. Ein Flugzeug der InterSky war dann auch eine der letzten Maschinen, die in Tempelhof starten durften. Auf einem der letzten Tempelhof-Flüge verabschiedete sich der Pilot Viggo Bergers vor den Augen hunderter Schaulustiger mit dem in der Luftfahrt üblichen Wackeln mit den Tragflächen.
Im Jahr 2004 stationierte InterSky nach dem Weggang der Hahn Air Lines im deutschen Friedrichshafen eine Maschine, die in Bern nicht ausgelastet war. Vom ersten Tag an operierte man gewinnbringend, so dass die Fluggesellschaft sich im Jahr 2005 dazu entschloss, sich ganz aus Bern zurückzuziehen und den gesamten Flugbetrieb nach Friedrichshafen zu verlagern. Zuletzt war InterSky die größte Fluggesellschaft in Friedrichshafen. Im Jahr 2010 war sie, gemessen an den Flugbewegungen, die sechstgrößte Low-Fare-Fluggesellschaft in Deutschland.
Im Oktober 2009 wurde der millionste Fluggast befördert. Im Jahr 2010 beförderte InterSky mit 250.000 Passagieren so viele wie nie zuvor in der Firmengeschichte.

### Ab 2011
Im Mai 2011 vereinbarte InterSky eine Kooperation mit Air Berlin, die seitdem über ihre Website auch sämtliche ihrer Flüge vermarktete.
Im Juli 2011 geriet die Fluggesellschaft in schwere finanzielle Schwierigkeiten, die eine Restrukturierung nötig machten. Claus Bernatzik gab seine Tätigkeit als Geschäftsführer auf, um sich voll und ganz um diese zu kümmern. Renate Moser wurde zur interimistischen Geschäftsführerin. Der kurz zuvor von ihr als zweiter Geschäftsführer ernannte Andreas Geldner legte daraufhin sein Amt nieder und wechselte zur Niki Luftfahrt GmbH. Gleichzeitig begannen Verhandlungen mit diversen Investoren. Nach gelungener Restrukturierung verließ Bernatzik im November 2011 InterSky. Letzter Geschäftsführer von InterSky war Roger Hohl.
Im Zuge der Neuaufstellung wurde im Jänner 2012 eine De Havilland DHC-8-300 (Kennzeichen OE-LIE) der InterSky an die Fluggesellschaft Maldivian mit Sitz auf den Malediven verkauft. Im ersten Halbjahr 2012 erzielte Intersky wieder einen Gewinn.
Ab Januar 2013 setzte InterSky eine neu erworbene ATR 72-600 im Liniendienst ein. Eine weitere ATR 72-600 wurde ab dem 9. April 2013 im Linienverkehr eingesetzt.
Im Januar 2014 gab Miteigentümer Hans-Rudolf Wöhrl bekannt, dass InterSky mittelfristig mit CityJet zu einer neuen Gesellschaft fusioniert werden sollte. CityJet war zuvor durch Wöhrls Beteiligungsgesellschaft Intro Aviation aufgekauft worden.
Am 16. September 2015 wurde bekannt, dass die Fluggesellschaft vor dem Verkauf steht. Ebenfalls im September 2015 wurde InterSky vom Verkehrsministerium der sofortige Entzug der Betriebsgenehmigung (Air Operator Certificate) angedroht, sollte das Unternehmen nicht in der Lage sein, seine finanzielle Leistungsfähigkeit bis zum 3. November 2015 zweifelsfrei nachzuweisen.
Die vier über die Investmentgesellschaft Castlelake geleasten Maschinen (2 ATR 72-600 und 2 DHC-8-300) wurden am 5. November 2015 sichergestellt und nach Maastricht ausgeflogen, der Flugbetrieb wurde daraufhin eingestellt. Kurz zuvor waren die wochenlangen Übernahmegespräche mit der MDA Mitteldeutsche Aviation, die bereits 76 % an der Air Alps hielt, endgültig gescheitert. Diese hatte sich sowohl gegen eine Gesamtübernahme als auch gegen ein Sanierungsverfahren mit Eigenverwaltung ausgesprochen. Am 9. November 2015 wurde beim Landesgericht Feldkirch ein Antrag auf Insolvenz eingereicht, das am 12. November die Schließung des Unternehmens anordnete.

## Eigentumsverhältnisse
Bis Februar 2012 befand sich die Fluggesellschaft im Besitz der Familien Moser und Seewald (zu jeweils 50 %). Renate Moser war Geschäftsführende Gesellschafterin. Rolf Seewald und Renate Moser zogen sich im April 2007 aus dem Tagesgeschäft zurück und waren seitdem als Eigentümer im Beirat vertreten. Mosers Sohn Claus Bernatzik, der 2006 die Geschäftsführung der InterSky übernommen hatte, verließ das Unternehmen Ende 2011. Im Februar 2012 übernahmen Hans Rudolf Wöhrl und Peter Oncken (u. a. mit ihrer Beratungs- und Investmentfirma Intro Aviation GmbH) 74,9 % der Anteile bei InterSky. Renate Moser und Rolf Seewald hielten die restlichen 25,1 %.

## Flugziele

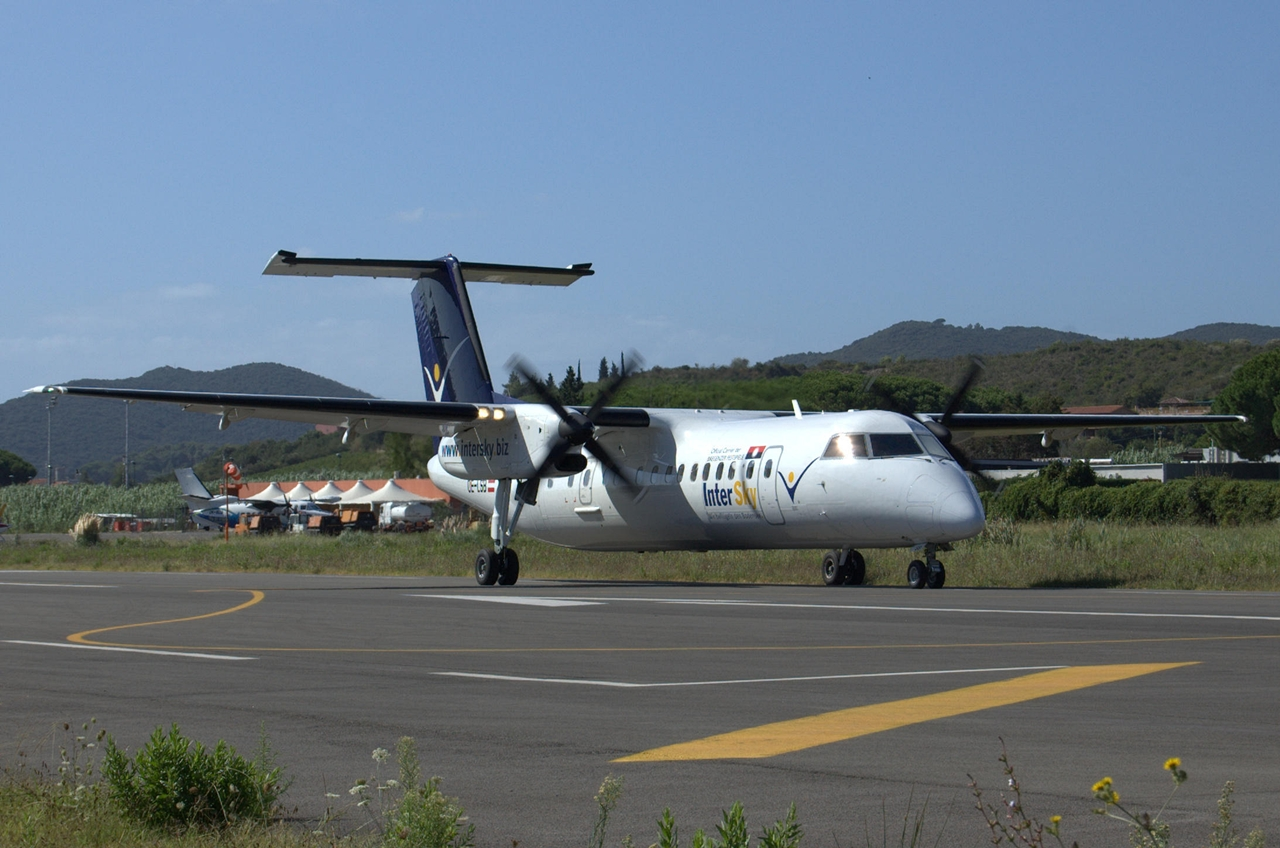
Eine De Havilland DHC-8-300 der InterSky auf Elba

InterSky verband den Flughafen Friedrichshafen bis zu dreimal täglich im Linienverkehr mit den Flughäfen Berlin-Tegel, Düsseldorf, Hamburg und Köln/Bonn. Außerdem wurden Graz und Salzburg mehrmals täglich mit Zürich verbunden.
In den Sommermonaten April bis Oktober wurden zusätzlich ab Friedrichshafen sowie teilweise auch ab München, Zürich, Memmingen und Altenrhein Urlaubsdestinationen am Mittelmeer wie Elba, Olbia (Sardinien), Calvi (Korsika), Mahon (Menorca), Split, Pula und Zadar angeflogen. 2015 gab es zudem Charterflüge von Memmingen nach Neapel.
Ab dem Sommerflugplan 2010 wurden von InterSky auch mehrere Umsteigeverbindungen über Friedrichshafen angeboten, beispielsweise von Berlin-Tegel via Friedrichshafen zu Zielen am Mittelmeer.
Bis März 2010 verkehrte InterSky als einzige Fluggesellschaft zwischen Köln/Bonn und Friedrichshafen, dann nahm auch die Billigfluggesellschaft Germanwings diese Strecke in ihr Angebot auf. InterSky stellte daraufhin diese Verbindung ein und flog stattdessen Düsseldorf an. Nach dem Rückzug von Germanwings wurde die Strecke Friedrichshafen–Köln/Bonn wieder ins Programm aufgenommen. Die Verbindung zum Flughafen Münster/Osnabrück wurde 2011 zu Gunsten einer stärkeren Frequenz nach Düsseldorf ebenfalls eingestellt. Die Verbindung nach Wien wurde ab Dezember 2011 von bis zu drei Flügen pro Tag auf einen Flug gekürzt, unter anderem wegen der starken Konkurrenz durch Austrian Airlines und People’s Viennaline, die vom Flugplatz St. Gallen-Altenrhein auf der anderen Seite des Bodensees ebenfalls je bis zu dreimal täglich Wien anflogen. Zum Jahresende 2012 wurden die Flüge nach Wien schließlich eingestellt.
Ab dem 14. Jänner 2013 wurde von InterSky die Linie Graz–Zürich angeboten, die zuvor von Crossair und den inzwischen insolventen Fluggesellschaften Styrian Spirit und Robin Hood Aviation bedient worden war. Am 2. April 2013 folgte die Linie Salzburg–Zürich, die nach Crossair und Styrian Spirit von Cirrus Airlines (2012 ebenfalls insolvent) betrieben worden war. Da ein Codesharing-Abkommen mit Swiss nicht zustande kam, war die Zukunft der Verbindungen nach Zürich nicht gesichert.
Ab dem 9. April 2013 bot InterSky zudem Linienflüge von ihrer neuen Basis am Standort Flughafen Karlsruhe/Baden-Baden nach Hamburg an. Zum Einsatz kam eine von Avanti Air geleaste ATR 72-200, die die Route täglich bis zu dreimal bediente. Diese Linie wurde von der insolventen OLT Express übernommen. Die Flüge ab Karlsruhe wurden von InterSky eingestellt, nachdem Germanwings angekündigt hatte, diese Strecke zu übernehmen.
Im Juli und August 2014 flog InterSky von Erfurt/Weimar nach Olbia (Sardinien).
Ab März 2015 flog Intersky ab Memmingen auch nach Berlin und nach Hamburg. Memmingen war allerdings nur ein Zwischenhalt von und nach Friedrichshafen, eine Buchung der Verbindung Memmingen–Friedrichshafen war nicht möglich.
Ab dem 5. Oktober 2015 wurde ab Friedrichshafen via Memmingen wieder der Flughafen Köln/Bonn bedient.

## Flotte

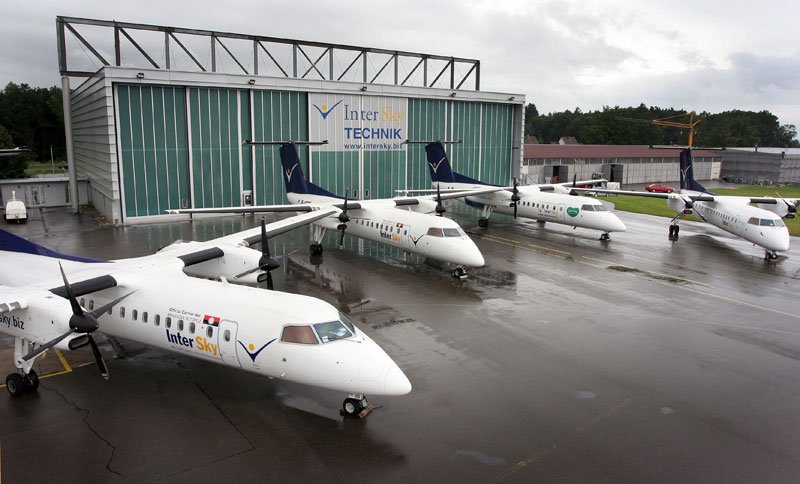
Die Flotte der InterSky 2009

### Flotte bei Betriebseinstellung
Die letzte Flotte vor Einstellung des Betriebs bestand aus fünf Flugzeugen:
| Flugzeugtyp            | Anzahl | bestellt | Anmerkungen | Sitzplätze |
| ---------------------- | ------ | -------- | ----------- | ---------- |
| ATR 72-600             | 2      |          |             | 70 (–/70)  |
| De Havilland DHC-8-300 | 3      |          |             | 50 (–/50)  |
| Gesamt                 | 5      | –        |             |            |

### Zuvor eingesetzte Flugzeuge
Im Jahr 2001 verfügte man einzig über eine De Havilland DHC-8-300, bis 2008 wurde die Flotte dann auf vier Flugzeuge dieses Typs aufgestockt. Im Jahr 2010 wurde eine ATR 42 als fünftes Flugzeug angemietet und später wieder abgegeben. Im Jahr 2012 wurden eine De Havilland DHC-8-300 verkauft und zwei neue ATR 72-600 bestellt. Um das starke Wachstum zu stemmen, wurden 2013 vorübergehend noch zwei Maschinen vom Typ ATR72-200 sowie EMB-120ER angemietet.

## Basisdaten
Im Jahr 2010 beförderte InterSky mit über 250.000 Passagieren so viele wie nie zuvor.
| Jahr | Umsatz gesamt in EUR | Passagiere gesamt                | Flugzeuge           |
| ---- | -------------------- | -------------------------------- | ------------------- |
| 2002 | 04.500.000           | 061.000 (2002 und 2003 zusammen) | 1                   |
| 2003 | 09.000.000           | 061.000 (2002 und 2003 zusammen) | 1                   |
| 2004 | 15.500.000           | 135.000                          | 2                   |
| 2005 | 15.500.000           | 139.000                          | 2                   |
| 2006 | 21.000.000           | 165.000                          | 3                   |
| 2007 | 22.900.000           | 180.000                          | 3                   |
| 2008 | 29.000.000           | 210.000                          | 4                   |
| 2009 | 26.000.000           | 185.000                          | 4                   |
| 2010 | 29.000.000           | 250.000                          | 4 (+1 im Wet-Lease) |
| 2011 | 26.800.000           | 186.000                          | 4                   |
| 2012 | 22.600.000           | 160.000                          | 3                   |
| 2013 | 34.700.000           | 200.000                          | 5 (+2 im Wet-Lease) |

## Trivia
Am 26. November 2013 stellte InterSky auf dem Flug von Friedrichshafen nach Krasnodar mit einer Maschine des Typs ATR 72-600 und dem Luftfahrzeugkennzeichen OE-LID einen Weltrekord auf. Der entsprechende Flug war der weltweit längste kommerzielle Nonstop-Flug einer ATR72-600. Die Flugzeit betrug 5:23 Stunden bei einer Distanz von 2.493 km.
Am 23. Juli 2015 übertraf man seinen eigenen Rekordflug mit einem Flug von Belfast nach Tirana mit einer ATR 72-600. Die Flugzeit betrug 5 Stunden und 25 Minuten auf einer Strecke von 2.682 Kilometern. An Bord befand sich der albanische Fußballclub Skenderbeu Korca.